# Igusa zeta-functie
In de diofantische meetkunde is een Igusa-zetafunctie een soort genererende functie, die het aantal oplossingen van een vergelijking telt, modulo p, p 2, p 3, enzovoort.

## Definitie
Voor een priemgetal p is K een p-adisch lichaam, d.w.z. {\displaystyle [K:\mathbb {Q} _{p}]<\infty }, R de valuatiering en P het maximale ideaal. Voor {\displaystyle z\in K} duiden we met {\displaystyle \operatorname {ord} (z)} de waardering aan van z, {\displaystyle \mid z\mid =q^{-\operatorname {ord} (z)}}. We hebben ook {\displaystyle ac(z)=z\pi ^{-\operatorname {ord} (z)}} voor een uniformiserende parameter π van R .
Verder laten we {\displaystyle \phi :K^{n}\to \mathbb {C} } een Schwartz-Bruhat-functie zijn. Dat is een lokaal constante functie met compacte ondersteuning. Laat {\displaystyle \chi } een karakter zijn van {\displaystyle R^{\times }}.
In deze context associeert men met een niet-constante polynoom {\displaystyle f(x_{1},\ldots ,x_{n})\in K[x_{1},\ldots ,x_{n}]} de Igusa zeta-functie
{\displaystyle Z_{\phi }(s,\chi )=\int _{K^{n}}\phi (x_{1},\ldots ,x_{n})\chi (ac(f(x_{1},\ldots ,x_{n})))|f(x_{1},\ldots ,x_{n})|^{s}\,dx}
waar {\displaystyle s\in \mathbb {C} ,\operatorname {Re} (s)>0,} en dx de Haar-maat is, zo genormaliseerd dat {\displaystyle R^{n}} maat 1 heeft.

## Stelling van Igusa
Jun-Ichi Igusa toonde in 1974 aan dat {\displaystyle Z_{\phi }(s,\chi )} een rationale functie is in {\displaystyle t=q^{-s}}. Het bewijs gebruikt de stelling van Hironaka over de resolutie van singulariteiten. Later werd een geheel ander bewijs gegeven door Jan Denef dat gebruik maakte van p-adische celdecompositie.

## Congruenties modulo machten vanP
Laat {\displaystyle \phi } de karakteristieke functie zijn van {\displaystyle R^{n}} en {\displaystyle \chi } het triviale karakter zijn. Laat {\displaystyle N_{i}} het aantal oplossingen zijn van de congruentie
{\displaystyle f(x_{1},\ldots ,x_{n})\equiv 0\mod P^{i}} .
Dan is de Igusa zeta-functie
{\displaystyle Z(t)=\int _{R^{n}}|f(x_{1},\ldots ,x_{n})|^{s}\,dx}
nauw verwant aan de Poincaré-reeks
{\displaystyle P(t)=\sum _{i=0}^{\infty }q^{-in}N_{i}t^{i}}
door
{\displaystyle P(t)={\frac {1-tZ(t)}{1-t}}.}